# Ipomoea neei
Ipomoea neei är en vindeväxtart som först beskrevs av Spreng., och fick sitt nu gällande namn av O'donell. Ipomoea neei ingår i släktet praktvindor, och familjen vindeväxter. Inga underarter finns listade i Catalogue of Life.